# Marcel Barrington
Marcel Barrington, né le 28 août 1995 à Londres en Angleterre, est un footballeur international guyanien, possédant également la nationalité anglaise. Il évolue au poste d'attaquant.

## Carrière
En novembre 2014, Marcel Barrington est prêté au Nuneaton Town pour deux mois.
Il débute en sélection du Guyana le 14 juin 2015, contre Saint-Vincent-et-les-Grenadines.